# Asiago Hockey 2012-2013
Questa pagina contiene i dati relativi alla stagione hockeystica 2012-2013 della società di hockey su ghiaccio Asiago Hockey 1935.

## Nuova denominazione
Il 19 luglio 2012 l'Hockey Club Asiago assume la nuova denominazione in Asiago Hockey 1935  (stesso nome della società che, dal 2009, si occupava del settore giovanile, della serie C e del settore femminile). Nuovo presidente sarà l'architetto Enrico Vescovi che succede all'avvocato Piercarlo Mantovani. Mario Lievore (già vicepresidente federale) verrà invece nominato presidente onorario. Il cambio di denominazione si era reso necessario a seguito delle norme dettate dalla FISG che imponevano l'assunzione di una nuova forma giuridica in società di capitali (Società a responsabilità limitata o Società per azioni)  da parte delle squadre italiane. All'acquisto di quote della nuova società, tra gli altri, hanno partecipato anche i cugini dell'inline, gli Asiago Vipers .

## Stagione
L'avvio di stagione per l'Asiago si apre con alcune difficoltà legate al reparto arretrato: mentre sembra essere risolto il dilemma portiere -che nella stagione precedente aveva visto l'alternanza di Lerg e Grieco a difesa della gabbia stellata, ma senza che entrambi avessero mai convinto, tanto che poco prima della chiusura del mercato 2011-2012 l'Asiago si interessò a Doyle del Fassa e all'ex Szuper- con l'arrivo di Josh Tordjam, il cui esordio è positivo, i problemi giungono dalla difesa: l'Asiago, che aveva infatti ingaggiato il difensore canadese naturalizzato italiano Davide Nicoletti, è costretto a rescindere il contratto dello stesso a causa di problemi cardiaci del giocatore che secondo i medici dell'Asiago, supportati da analisi dei colleghi dell'Università di Padova, cui s'era affidata la società vicentina, non erano compatibili con l'attività agonistica. Nonostante il giocatore avesse giocato le due stagioni precedenti a Pontebba i medici dell'Asiago decidono di non far passare le visite mediche al giocatore che si accasa quindi all'estero (per i medici canadesi infatti il giocatore poteva continuare l'attività agonistica). L'Asiago gioca pertanto la prima parte della stagione senza un difensore del calibro di Nicoletti, non potendo inoltre trovare sul mercato valide alternative tra i difensori italiani ed optando per non ingaggiare difensori stranieri dato che nel roster la squadra aveva già raggiunto il tetto massimo di 6 transfer card schierabili ed è costretto a schierare in difesa alcuni attaccanti (Presti, Benetti, Tessari, Borrelli) anche per l'infortunio accorso a Stefano Marchetti che è costretto a saltare la prima parte della stagione. A questi si aggiunge l'infortunio di Chris DiDomenico, punta di diamante della squadra, out per tutto il mese di novembre. Tuttavia, più avanti, anche a causa di problemi economici della società in cui giocava -il Pergine- l'Asiago mette sotto contratto il giovane Lorenzo Casetti, che già aveva assaggiato i campi della serie A in alcune apparizioni col Bolzano (squadra di cui il Pergine era farm team) e proprio contro il Bolzano Casetti segnerà il suo primo gol nel massimo campionato, nella prima partita dei playoff scudetto. Oltre ai problemi iniziali della difesa tornano però anche quelli legati al portiere: Tordjman infatti, nonostante un buon esordio, nel prosieguo della stagione non convince, tanto che l'Asiago decide per un suo allontanamento (ufficiosamente per motivi extrasportivi, anche se la società non rilasciò mai alcun comunicato riguardo al taglio del giocatore). A difesa della gabbia arriva il giovane Vincenzo Marozzi, messo sotto contratto per 5 anni dall'Asiago e che era stato prestato dall'Asiago al Merano. Tuttavia, anche per onorare gli accordi con la società altoatesina, l'Asiago fa in seguito giocare in porta i giovani del vivaio (Gianfilippo Pavone, back-up negli anni di Bellissimo, per il secondo anno consecutivo non è disponibile), in particolar modo Alessandro Tura che torna dal Merano a cui era stato momentaneamente prestato proprio per l'arrivo di Marozzi, che quindi ritorna nella società bianconera. Poco prima della fine della regular season l'Asiago decide comunque di tornare sul mercato e ingaggia Tyler Plante, portiere che non si conferma valida alternativa a Tordjman, quantomeno al debutto, in particolare per la sua insicurezza e i numerosi rebound che offre all'avversario. A controbilanciare le defezioni difensive è comunque l'attacco, in particolare la prima linea (composta da Bentivoglio, Ulmer e Di Domenico) che appare come la più forte del campionato, tanto da avere in Bentivoglio il top scorer della serie A (che all'Asiago mancava dai tempi di Lucio Topatigh). A rimpolpare la difesa arriva in seguito, quando l'Asiago è ormai certo di poter disputare i playoff, anche l'esperto difensore austro-canadese Jeremy Rebek, che però non viene quasi mai fatto giocare per motivi di turnover (l'Asiago infatti aveva già raggiunto il limite dei transfer card). Rebek era stato ingaggiato per coprire eventuali defezioni di qualche straniero durante i playoff ed anche con la speranza che le pratiche per far avere il passaporto italiano al capitano Dave Borrelli fossero accelerate (nel qual caso l'Asiago avrebbe potuto schierare uno straniero in più dato che per questo campionato era stato deciso che i giocatori con passaporto italiano non fossero considerati come stranieri ma italiani), passaporto che arrivò sul finire dei playoff scudetto. Rebek, oltre a 3 presenze in regular season, debuttò ai playoff nella semifinale giocata col ValPusteria, sostituendo Zanette -infortunatosi al ginocchio- e giocando come ala anziché come terzino. Il giocatore austro-canadese si adattò comunque ben presto al ruolo di attaccante, avendo iniziato la carriera proprio come attaccante quando tra l'altro giocava in quella posizione, da giovane, assieme al concittadino John Parco, ora allenatore della squadra veneta.

A livello competitivo la squadra non riesce comunque a qualificarsi tra le prime quattro formazioni al termine del primo girone di andata e ritorno ed è quindi esclusa dalla final four di coppa Italia mentre chiude la stagione regolare al sesto posto, che la vede inserita pertanto nel relegation round, ossia tra le cinque formazioni meno competitive. Il relegation round è comunque ben affrontato dall'Asiago, che vince 5 partite su 8 e che termina al primo posto (anche grazie al bonus di punti acquisito dal piazzamento in regular season). I playoff si aprono con la sfida contro i campioni d'Italia in carica del Bolzano e, sorprendentemente, l'Asiago si sbarazza abbastanza agilmente degli altoatesini, trovando in semifinale il Val Pusteria, avversario che già aveva affrontato diverse volte nei playoff le stagioni precedenti (tra cui nella finale della stagione 2010/11). Anche grazie all'esplosione della prima linea, il Val Pusteria, favorito nei pronostici e fresco vincitore della regular season, viene travolto dall'Asiago che si aggiudica tutte le prime 4 gare della serie e torna così, dopo due anni, a disputarsi una nuova finale scudetto, la terza in quattro anni. L'Asiago sfida in finale il Valpellice, squadra imbottita di stranieri ed oriundi e alla sua prima finale scudetto ma che aveva comunque vinto pochi mesi prima il suo primo trofeo, la coppa Italia. L'Asiago gioca ancora una volta gara-1 fuori casa e come nei precedenti turni la vince, vince successivamente anche gara-2, per 6-1, nonostante le defezioni di Daniel Sullivan (per lui la stagione sembra finita ma giocherà anche da infortunato gara-5) e Layne Ulmer (centro della prima linea) infortunati in gara-1. Perde poi gara-3 ma si rifà sia in gara-4 che nella decisiva gara-5 dove, in vantaggio nel primo drittel per 3-1, va sotto nel corso della partita per 5-4, pareggia a meno di due minuti dalla fine e proprio con una rete di Layne Ulmer, non al meglio della condizione, segna il gol della sudden death che regala all'Asiago il quarto titolo della propria storia.

## Piazzamento
- Campionato: 1º posto in serie A1 (6° in regular season) e conquista del quarto scudetto.

## Roster
| #  | Naz.              | Giocatore                | Data di Nascita | Luogo di Nascita | Altezza (cm) | Peso (kg) | Ruolo               | Stecca (Presa) |
| -- | ----------------- | ------------------------ | --------------- | ---------------- | ------------ | --------- | ------------------- | -------------- |
| 1  | Canada (bandiera) | Vincenzo Marozzi →       | 03/04/1990      | Edmonton         | 183          | 79        | Portiere            | Sinistra       |
| 39 | Canada (bandiera) | Josh Tordjman            | 11/01/1985      | Montréal         | 185          | 70        | Portiere            | Sinistra       |
| 31 | Italia (bandiera) | Gianfilippo Pavone       | 28/11/1988      | Asiago           | 172          | 90        | Portiere            | Sinistra       |
| 65 | Italia (bandiera) | Alessandro Tura →        | 26/05/1991      | Asiago           | 181          | 76        | Portiere            | Sinistra       |
| 65 | Italia (bandiera) | Francesco Dalla Palma    | 12/11/1994      | Trento           | 170          | 68        | Portiere            | ?              |
| 35 | Canada (bandiera) | Tyler Plante ‡‡          | 17/05/1987      | Milwaukee        | 191          | 91        | Portiere            | Sinistra       |
| 23 | Italia (bandiera) | Stefano Marchetti        | 10/11/1986      | Trento           | 181          | 74        | Difensore           | Sinistra       |
| 4  | Canada-Italia     | Daniel Sullivan          | 26/04/1987      | Scarborough      | 181          | 85        | Difensore           | Sinistra       |
| -  | Canada-Italia     | Davide Nicoletti         | 22/03/1986      | Toronto          | 191          | 97        | Difensore           | Sinistra       |
| 15 | Italia (bandiera) | Enrico Miglioranzi       | 08/10/1991      | Padova           | 183          | 82        | Difensore           | Sinistra       |
| 96 | Italia (bandiera) | Michele Strazzabosco (A) | 02/06/1976      | Asiago           | 193          | 98        | Difensore           | Sinistra       |
| 7  | Italia (bandiera) | Andrea Strazzabosco      | 07/10/1994      | Asiago           | 182          | 78        | Difensore           | Destra         |
| 17 | Italia (bandiera) | Lorenzo Casetti ‡        | 14/09/1993      | Trento           | 190          | 80        | Difensore           | Sinistra       |
| 8  | Italia (bandiera) | Enrico Pesavento         | 03/12/1993      | Asiago           | 184          | 88        | Difensore           | Sinistra       |
| 7  | Canada-Austria    | Jeremy Rebek ‡‡‡         | 08/02/1976      | Sault Ste. Marie | 179          | 88        | Difensore           | Destra         |
| 89 | Canada (bandiera) | Chris DiDomenico         | 20/02/1989      | Woodbridge       | 180          | 77        | Centro/Ala destra   | Destra         |
| 18 | Canada (bandiera) | Layne Ulmer              | 14/09/1980      | North Battleford | 186          | 95        | Centro              | Sinistra       |
| 19 | Canada (bandiera) | Sean Bentivoglio         | 16/10/1985      | Thorold          | 180          | 84        | Centro/Ala sinistra | Sinistra       |
| 10 | [ 6 ]             | Dave Borrelli (C)        | 04/01/1981      | Sault Ste. Marie | 176          | 81        | Centro              | Sinistra       |
| 91 | Canada (bandiera) | Paul Zanette             | 08/04/1988      | Nobleton         | 185          | 86        | Ala sinistra        | Sinistra       |
| 13 | Italia (bandiera) | Luca Rigoni              | 01/01/1975      | Asiago           | 178          | 83        | Attaccante          | Sinistra       |
| 14 | Italia (bandiera) | Matteo Tessari           | 30/07/1989      | Asiago           | 184          | 82        | Centro              | Sinistra       |
| 9  | Italia (bandiera) | Nicola Tessari           | 10/11/1987      | Asiago           | 175          | 75        | Ala sinistra        | Sinistra       |
| 55 | Italia (bandiera) | Federico Benetti (A)     | 08/06/1986      | Asiago           | 170          | 75        | Ala                 | Destra         |
| 11 | Italia (bandiera) | Mirko Presti             | 29/09/1991      | Asiago           | 180          | 77        | Ala                 | Sinistra       |
| 16 | Italia (bandiera) | Michele Stevan           | 11/03/1993      | Asiago           | 181          | 79        | Ala                 | Sinistra       |
| 95 | Italia (bandiera) | Marco Magnabosco         | 12/08/1995      | Asiago           | 167          | 70        | Attaccante          | Destra         |

- → Parte della stagione in prestito all'HC Merano.
- ‡ dal 30/10/2012.
- ‡‡ dal 21/12/2012.
- ‡‡‡ dal 23/01/2013.
- Francesco Dalla Palma, nei match in cui è stato convocato, ha indossato la casacca con lo stesso numero di Alessandro Tura, quest'ultimo impegnato a difendere la gabbia dell'HC Merano a seguito della convocazione ad Asiago di Vincenzo Marozzi (richiamato da Merano, dov'era stato ceduto in prestito, e schierato in sostituzione di Josh Tordjman). Analogamente, Tyler Plante ha indossato (solamente le prime partite che ha giocato) lo stesso numero di maglia di Vincenzo Marozzi (il numero 1 per poi scegliere il 35) quando quest'ultimo è tornato a giocare al Merano. Jeremy Rebek ha indossato inizialmente lo stesso numero di Enrico Pesavento (l'8) per poi indossare lo stesso numero di Andrea Strazzabosco (il 7), chiamato in prima squadra solo ad inizio stagione.

| Giocatori tagliati: |

- Davide Nicoletti: Non ha superato le visite mediche per l'ottenimento dell'idoneità sportiva richieste dai medici dell'Asiago Hockey nonostante gli anni precedenti avesse giocato in Italia e non è quindi mai potuto essere utilizzato in competizioni ufficiali[7]. Per questo motivo viene ufficialmente tagliato il 09/11/2012 e si accaserà in seguito in Elite Ice Hockey League.
- Josh Tordjman: Rescissione del contratto a metà mese di novembre a causa (fonte ufficiosa) di un grave comportamento extrasportivo del giocatore[4].

### Organigramma societario
Area direttiva
- Presidente: Enrico Vescovi
- General Manager: Renato Tessari
- Segreteria: Bruno Stella
- Ufficio stampa: Massimo Rigoni

Staff tecnico
- Capo allenatore: John Parco
- Assistenti allenatore: Franco Vellar
- Allenatore portieri: Jimmy Canei
- Team Leader: Antonio Rigoni

Area sanitaria
- Medico: Gaetano Scuderi
- Medico: Giovanni Costacurta
- Preparatore: Raffaele Tendi
- Massaggiatore: Tiziano Vellar

Area organizzativa
- Attrezzista: Francesco Covolo